# Lista över rollfigurer i 'Allå, 'allå, 'emliga armén
Rollfigurer i 'Allå, 'allå, 'emliga armén är en lista över de fiktiva personer som förekommer i den brittiska komediserien 'Allå, 'allå, 'emliga armén, producerad 1982–1992 av BBC. Listan är ofullständig och innehåller främst de mest framträdande rollfigurerna.

## Återkommande roller

### René Artois
René François Artois [Röné Fransoa Artoa] (Gorden Kaye) - ägare av kaféet. Han är en riktig kvinnokarl som vänsterprasslar med sina båda servitriser, Yvette och Maria/Mimi. Dessutom är han paranoid över alla olagligheter som motståndsrörelsen och andra personer sysslar med på hans kafé – han tror att detta en dag kommer att upptäckas och har mot sin vilja utsetts till motståndsrörelsens kontaktperson med London med kodnamnet "nighthawk" , vill inget annat än att leva ett stillsamt liv och en dag rymma med Yvette.
Kaye medverkar i alla seriens 85 avsnitt.

### Edith Artois
Edith Melba Artois [Editt Melba Artoa] (Carmen Silvera) - Renés fru. Hon är mycket godtrogen mot sin man (hon godtar alltid hans bortförklaringar, när hon hittar honom i armarna på någon av servitriserna). Dessutom sjunger hon hellre än bra (mycket falskt) på kaféet, så när hon sjunger stoppar gästerna saker i öronen (oftast ost) eller går därifrån. Både begravningsentreprenören Monsieur Alfonse och den italienske kaptenen Alberto Bertorelli uppvaktar henne.
Silvera medverkar i alla seriens 85 avsnitt.

### Yvette Carte-Blanche
Yvette Carte-Blanche [Ivett Kart-Blansch] (Vicki Michelle) - servitris på kaféet. Hon har en kärleksaffär med René bakom ryggen på Edith och vill inget hellre än att han ska lämna sin fru och gifta sig med henne.
Michelle medverkar i alla seriens 85 avsnitt.

### Maria Recamier
Maria Recamier [Maria Rökamjé] (Francesca Gonshaw) - servitris på kaféet. Hon har också en affär med René, men försvinner ur serien då hon av misstag blir sänd med posten till Schweiz. Spottar vid vart och vartannat ord.

### Mimi Labonq
Mimi Labonq [Mimmi Labonk] (Sue Hodge) - Marias ersättare. Hon är liten, ettrig och ständigt ute efter att döda tyskar om hon kan samt medlem i motståndsrörelsen. Även hon faller för René.

### Fanny La Fan
Madame Fanny La Fan (Rose Hill) - Ediths urgamla mor (sägs vara 87 år i säsong 8) som ligger i sin säng på övervåningen till kaféet och tycker att Edith och René tar förskräckligt dåligt hand om henne då hon inte får den uppmärksamhet hon vill ha och serveras oftast endast fadd löksoppa. Under hennes säng finns också radioutrustningen som motståndsrörelsen använder för att kontakta London, pratar gärna om sin ungdomsdagar när alla män åtrådde henne.

### Michelle Dubois
Michelle Dubois [Mischell Duboa] (Kirsten Cooke) - ledaren för den lokala, gaullistiska motståndsrörelsen. Hon delar ofta ut farliga uppdrag till René och de övriga på kaféet, vilka ofta syftar till att få ut de båda brittiska piloter, som gömmer sig på kaféet, ur Frankrike och över till Storbritannien. Hon brukar inleda sina anföranden med frasen: "Listen very carefully, I shall say this only once" (Lyssna mycket noga, för jag säger detta bara en gång), planerna brukar oftast sluta i fiasko och katastrof.

### Flygarna Gavin Fairfax och "Bumbly" Carstairs
Gavin Fairfax och "Bumbly" Carstairs (John D. Collins och Nicholas Frankau) - brittiska flygofficerare, som har blivit nerskjutna i närheten av staden och göms lite överallt av motståndsrörelsen på Renés kafé. De pratar med mycket fjantig brittisk överklassaccent, vilket gör att de ofta har svårt att göra sig förstådda. De förstår nämligen inte ett ord franska, och de lyckas aldrig skickas tillbaka då motståndsrörelsens planer oftast visar sig vara för invecklade.

### Monsieur Roger LeClerc
Monsieur Roger LeClerc [Roscher Löklär] (Jack Haig) - medlem i motståndsrörelsen och en mästare på förklädnader - tror han. Han får ofta i uppdrag att smuggla in olika saker som behövs för att utföra Michelles planer, något han gör förklädd till diverse saker (exempelvis lökförsäljare, kuddstoppare med mera). Återupptar sin kärlekshistoria med Fanny La Fan från unga år.

### Monsieur Ernest LeClerc
Monsieur Ernest LeClerc [Ernest Löklär] (Derek Royle/Robin Parkinson) - Roger LeClercs bror, som dyker upp efter att Roger har försvunnit ur serien (till följd av skådespelaren Jack Haigs död) och även han har en kärlekshistoria med Fanny La Fan som han också gifter sig med.

### Monsieur Alfonse
Monsieur Alfonse [Missjö Alfons] (Kenneth Connor) - stadens begravningsentreprenör, frisör, viceborgmästare och till och med taxiförare i första avsnittet på säsong 5. Han är förtjust i Edith och försöker ofta få henne att lämna René och gifta sig med honom. Dessutom har han ett dåligt hjärta som ofta ställer till det för honom när han är ute på motståndsrörelsens uppdrag.

### Konstapel Crabtree
Konstapel Crabtree (Arthur Bostrom) - stadens polis, egentligen brittisk hemlig agent. Han kan inte prata riktig franska men tror sig vara mycket bra på det, vilket leder till många missförstånd. Han har dock en gång sagt: "I admit my Fronch cod be butter." Hans dåliga franska leder ibland till att man får bortförklara språkliga missförstånd med tyskarna. En gång vid ett sådant tillfälle yttrade han "I'm half Itoolian".

### Överste Kurt von Strohm
Överste Kurt von Strohm (Richard Marner) - tysk officer, utplacerad i staden för att hålla koll på fransmännen. Han gömmer dyrbara tavlor på kaféet för att kunna sälja dem efter kriget. Därför besöker han ofta René och blir ständigt invecklad i de äventyr, som fransmännen råkar ut för, finner inte alls något nöje i krig eller politik utan utnyttjar sin position för egen vinning (heter Eric i de två sista säsongerna). En gång blev han tillfångatagen av den kommunistiska motståndsrörelsen som satte honom som gissla i källaren bredvid en 500-punds bomb tillsammans med Herr Flick och von Smallhausen för att förhindra sprängningen av kaféet.

### Kapten Hans Geering
Kapten Hans Geering (Sam Kelly) - von Strohms följeslagare under de första säsongerna. Han är inte så smart och råkar så småningom på ett flygplan bli överförd till England misstagen för brittisk krigsfånge, varvid han utgår ur serien.

### Löjtnant Hubert Gruber
Löjtnant Hubert Gruber (Guy Siner) - von Strohms ständige följeslagare i senare säsongerna. Han är mycket förtjust i René. Han är homosexuell, vilket kan vara bekymmersamt när man är tysk officer (vilket också är orsaken att han skickas till Frankrike från östfronten). Han är befälhavare för pansartrupperna och kör runt i sin lilla egna privata pansarbil som han gärna erbjuder René skjuts i. Är även konstnärligt begåvad och hjälper till att förfalska målningar då och då. Han spelar även piano.

### Kapten Alberto Bertorelli
Kapten Alberto Bertorelli (Gavin Richards/Roger Kitter) - italiensk kapten och Hans Geerings efterträdare. Han påstår sig ha de modigaste och bästa soldaterna som finns under sitt befäl och är därför fullt utsmyckad med medaljer, dock visar det sig att hans tappra soldater flyr fortast när det hettar till. Han pratar med mycket inslag av italienska ord och är en stor kvinnotjusare, men är mest förtjust i Edith. Översten låter ofta honom göra de farliga sakerna, exempelvis ta telefon när Himmler ringer eller spela sinnessjuk när man ska befria von Klinkerhoffen.

### Herr Otto Flick
Herr Otto Flick (Richard Gibson/David Janson) - det lokala gestapobefälet. Han är fast besluten att en gång för alla avslöja motståndsrörelsen och få tag på tavlan Den fallna madonnan (med de stora tuttarna), för att överlämna den till Hitler. Ganska korkad och misslyckas oftast fatalt med de planer han kommer fram med men eftersom han är gudson till Heinrich Himmler (högsta chef för SS och Gestapo) kommer han alltid undan. Slutligen är han också oerhört förtjust i Helga.

### Engelbert von Smallhausen
Engelbert von Smallhausen (John Louis Mansi) - Herr Flicks assistent. Han är inte heller särskilt smart och herr Flick skyller ofta sina missöden på honom.

### Meniga Helga Geerhart
Meniga Helga Geerhart (Kim Hartman) - sekreterare åt överste von Strohm, samt älskarinna och informatör åt Herr Flick. Befordras till vice korpral i säsong 6, men degraderas senare i samma säsong.

### General Erich von Klinkerhoffen
General Erich von Klinkerhoffen (Hilary Minster) - överste von Strohms överordnade, som ständigt vill statuera exempel (genom avrättningar), för att visa fransmännen vem som bestämmer. Trogen Tredje Riket fram tills sista säsongen.

## Mindre roller

### General Leopold von Flockenstuffen
General Leopold von Flockenstuffen (Ken Morley) - en tysk general med ansvar för ett närliggande område. Deltar ibland i viktiga förhandlingar med General von Klinkerhoffen och är god vän med Gruber (det antyds att han också, liksom Gruber, är homosexuell). Han planerade i ett avsnitt att kidnappa Winston Churchill, men blev samma kväll berusad på kaféet och närapå sprängde sig själv när han tände eld på en sprängladdning förklädd till ett stearinljus.

### Denise Laroque
Denise Laroque (Moira Foot) - den lokala ledaren för den kommunistiska motståndsrörelsen, som i sin ungdom hade ett förhållande med René. I ett avsnitt ska hon på sitt eget initiativ gifta sig med René, men bröllopet hindras.

### Louise
Louise (Carole Ashby) - medlem i den kommunistiska motståndsrörelsen. Hon är också  förälskad i René.

### Henriette
Henriette (Phoebe Scholfield) - Michelles assistent i motståndsrörelsen.

### Doktor LeCount
Doktor LeCount (David Rowlands) - Den lokale doktorn i Nouvion.